# Fußball-Europameisterschaft der Frauen 2009/Russland
Dieser Artikel behandelt die russische Fußballnationalmannschaft der Frauen bei der Europameisterschaft 2009 in Finnland.

## Qualifikation
Russland wurde für die Qualifikation in die Gruppe 6 gelost und traf auf Israel, Österreich, Norwegen und Polen. Mit sechs Siegen, einem Unentschieden und einer Niederlage wurden die Russinen Gruppenzweiter hinter Norwegen.
Russland setzten sich in den Play-off-Spielen gegen Schottland aufgrund der Auswärtstorregel durch und qualifizierte sich ebenfalls für die EM-Endrunde.

### Tabelle
| Pl. | Land       | Sp. | S | U | N | Tore    | Diff. | Punkte |
| --- | ---------- | --- | - | - | - | ------- | ----- | ------ |
| 1.  | Norwegen   | 8   | 7 | 1 | 0 | 026:000 | +26   | 22     |
| 2.  | Russland   | 8   | 6 | 1 | 1 | 025:700 | +18   | 19     |
| 3.  | Österreich | 8   | 3 | 0 | 5 | 013:180 | −5    | 09     |
| 4.  | Polen      | 8   | 2 | 1 | 5 | 011:200 | −9    | 07     |
| 5.  | Israel     | 8   | 0 | 1 | 7 | 003:330 | −30   | 01     |

### Spiele
| Datum      | Spielort      | Gegner     | Ergebnis  | Torschützen |
| ---------- | ------------- | ---------- | --------- | --- |
| 30.05.2007 | Tel Aviv      | Israel     | 0:6 (0:2) | 0:1 Kurotschkina (29.), 0:2 Kremleva (45.), 0:3 Mokschanowa (54.), 0:4 Mokschanowa (59.), 0:5 Mokschanowa (70.), 0:6 Schmatschkowa (79.) |
| 16.06.2007 | Krasnoarmeisk | Polen      | 3:1 (2:1) | 0:1 Stobba (5.), 1:1 Morosowa (15.), 2:1 Kurotschkina (26.), 3:1 Kurotschkina (63.)                                                      |
| 23.08.2007 | Anger         | Österreich | 1:5 (1:1) | 1:0 Fuhrmann (6.), 1:1 Kurotschkina (36.), 1:2 Mokschanowa (48.), 1:3 Barbaschina (62.), 1:4 Mokschanowa (65.), 1:5 Barbaschina (90.+3)  |
| 27.10.2007 | Stavanger     | Norwegen   | 3:0 (1:0) | 1:0 Wiik (23.), 2:0 Gulbrandsen (62.), 3:0 Kaurin (88.)                                                                                  |
| 29.05.2008 | Krasnoarmeisk | Israel     | 4:0 (2:0) | 1:0 Letjuschowa (9.), 2:0 Letjuschowa (22.), 3:0 Mokschanowa (59. Elfmeter), 4:0 Barbaschina (67.)                                       |
| 27.08.2008 | Krasnoarmeisk | Österreich | 3:1 (3:1) | 1:0 Mokschanowa (5.), 2:0 Petrowa (25.), 3:0 Mokschanowa (29.), 3:1 Aigner (33.)                                                         |
| 27.09.2008 | Kutno         | Polen      | 1:4 (0:0) | 0:1 Sawtschenkowa (53.), 0:2 Mokschanowa (58.), 0:3 Chartschenko (81.), 1:3 Rytwinska (83.), 1:4 Mokschanowa (85. Elfmeter)              |
| 02.10.2008 | Krasnoarmeisk | Norwegen   | 0:0       | |

Grün unterlegte Ergebnisse kennzeichnen einen Sieg, gelb unterlegte Unentschieden.

### Play-off-Spiele
| Datum      | Spielort  | Gegner     | Ergebnis  | Torschützen |
| ---------- | --------- | ---------- | --------- | --- |
| 26.10.2008 | Edinburgh | Schottland | 2:3 (2:2) | 1:0 Hamill (3.), 1:1 Kurotschkina (4.), 2:1 Hamill (13.), 2:2 Mokschanowa (32. Elfmeter), 2:3 Barbaschina (76.) |
| 30.10.2008 | Naltschik | Schottland | 1:2 (1:0) | 0:1 Dieke (20. Eigentor), 1:1 Hamill (64.), 1:2 Beattie (85.)                                                   |

Grün unterlegte Ergebnisse kennzeichnen einen Sieg, rot unterlegte Niederlagen.

## Kader
| Nummer     | Name                                           | Verein vor EM-Beginn    | Geburtstag | Sp.      | Tor      |          |          |          |
| Torhüter   | Torhüter                                       | Torhüter                | Torhüter   | Torhüter | Torhüter | Torhüter | Torhüter | Torhüter |
| ---------- | ---------------------------------------------- | ----------------------- | ---------- | -------- | -------- | -------- | -------- | -------- |
| 12         | Jelena Kotschnewa (Елена Кочнева)              | SchWSM Ismailowo Moskau | 27.08.1989 | 2        | 0        | 0        | 0        | 0        |
| 1          | Elwira Todua (Эльвира Тодуа)                   | WFC Rossijanka          | 31.01.1986 | 1        | 0        | 0        | 0        | 0        |
| 22         | Galina Waschnowa (Галина Важнова)              | WFC Rossijanka          | 19.01.1968 | 0        | 0        | 0        | 0        | 0        |
| Abwehr     |                                                |                         |            |          |          |          |          |          |
| 6          | Nadeschda Myskiw (Надежда Мыськив)             | Swesda 2005 Perm        | 26.05.1982 | 0        | 0        | 0        | 0        | 0        |
| 3          | Anna Koschnikowa (Анна Кожникова)              | WFC Rossijanka          | 10.07.1987 | 1        | 0        | 0        | 0        | 0        |
| 16         | Natalja Perzewa (Наталья Перцева)              | WFC Rossijanka          | 04.06.1984 | 3        | 0        | 1        | 0        | 0        |
| 11         | Olga Porjadina (Ольга Порядина)                | WFC Rossijanka          | 10.12.1980 | 3        | 0        | 0        | 0        | 0        |
| 13         | Alla Rogowa (Алла Рогова)                      | SchWSM Ismailowo Moskau | 27.07.1983 | 0        | 0        | 0        | 0        | 0        |
| 7          | Oxana Schmatschkowa (Оксана Шмачкова)          | WFC Rossijanka          | 20.06.1981 | 2        | 0        | 0        | 0        | 0        |
| 19         | Xenija Zybutowitsch (Ксения Цыбутович)         | Swesda 2005 Perm        | 26.06.1987 | 3        | 1        | 0        | 0        | 0        |
| Mittelfeld |                                                |                         |            |          |          |          |          |          |
| 9          | Jelena Fomina (Елена Фомина)                   | SchWSM Ismailowo Moskau | 05.04.1979 | 3        | 0        | 0        | 0        | 0        |
| 14         | Nadeschda Chartschenko (Надежда Харченко)      | WFC Rossijanka          | 27.03.1987 | 1        | 0        | 0        | 0        | 0        |
| 21         | Jelena Morosowa (Елена Морозова)               | WFC Rossijanka          | 15.03.1987 | 3        | 0        | 0        | 0        | 0        |
| 15         | Olga Petrowa (Ольга Петрова)                   | WFC Rossijanka          | 09.07.1986 | 3        | 0        | 0        | 0        | 0        |
| 8          | Walentina Sawtschenkowa (Валентина Савченкова) | Swesda 2005 Perm        | 29.04.1983 | 3        | 0        | 0        | 0        | 0        |
| 5          | Tatjana Skotnikowa (Татьяна Скотникова)        | WFC Rossijanka          | 27.11.1978 | 3        | 0        | 0        | 0        | 0        |
| 4          | Jekaterina Sotschnewa (Екатерина Сочнева)      | SchWSM Ismailowo Moskau | 12.08.1985 | 1        | 0        | 0        | 0        | 0        |
| 2          | Jelena Terechowa (Елена Терехова)              | WFC Rossijanka          | 05.07.1987 | 1        | 0        | 0        | 0        | 0        |
| 18         | Swetlana Zidikowa (Светлана Цидикова)          | Nadeschda Noginsk       | 04.02.1985 | 0        | 0        | 0        | 0        | 0        |
| Angriff    |                                                |                         |            |          |          |          |          |          |
| 20         | Natalja Barbaschina (Наталья Барбашина)        | Swesda 2005 Perm        | 26.08.1973 | 2        | 0        | 0        | 0        | 0        |
| 17         | Jelena Danilowa (Елена Данилова)               | WFC Rossijanka          | 17.06.1987 | 3        | 0        | 0        | 0        | 0        |
| 10         | Olessja Kurotschkina (Олеся Курочкина)         | Swesda 2005 Perm        | 06.09.1983 | 3        | 1        | 0        | 0        | 0        |
| Trainer    |                                                |                         |            |          |          |          |          |          |
|            | Igor Schalimow (Игорь Шалимов)                 |                         | 02.02.1969 |          |          |          |          |          |

## Spiele
Russland traf in der Vorrundengruppe C auf England, Italien und Schweden. Mit drei Niederlagen wurde die Mannschaft Gruppenletzter.
| Pl. | Land     | Sp. | S | U | N | Tore    | Diff. | Punkte |
| --- | -------- | --- | - | - | - | ------- | ----- | ------ |
| 1.  | Schweden | 3   | 2 | 1 | 0 | 006:100 | +5    | 07     |
| 2.  | Italien  | 3   | 2 | 0 | 1 | 004:300 | +1    | 06     |
| 3.  | England  | 3   | 1 | 1 | 1 | 005:500 | ±0    | 04     |
| 4.  | Russland | 3   | 0 | 0 | 3 | 002:800 | −6    | 0      |

|                                                                     |   |          |           |
| Dienstag, 25. August 2009 um 20:00 Uhr* in Turku                    |   |          |           |
| Schweden                                                            | – | Russland | 3:0 (2:0) |
| Freitag, 28. August 2009 um 20:00 Uhr* in Helsinki (Fußballstadion) |   |          |           |
| England                                                             | – | Russland | 3:2 (3:2) |
| Montag, 31. August 2009 um 19:00 Uhr* in Helsinki (Olympiastadion)  |   |          |           |
| Russland                                                            | – | Italien  | 0:2 (0:0) |

* Ortszeit (MESZ+1)